# فضاء هاوسدورف
في الطوبولوجيا، فضاء هاوسدورف (بالإنجليزية: Hausdorff space)‏ أو فضاء T2 أو الفضاء المفصل هو فضاء طوبولوجي يكون من الممكن فصل نقاطه ضمن جوارات. سمي هذا الفضاء على اسم فيليكس هاوسدورف أحد مؤسسي علم الطوبولوجيا.

## خاصية أساسية
في فضاء طوبولوجي منفصل (بمعنى أن كل زوج من النقاط متغاير يملك جوارين متغايرين) كل متتالية متقاربة فإنها تتقارب نحو نفس النهاية.

## تعريفات

النقطتين x وy منفصلتين عن بعضهما في الجوارات U وV على الترتيب ضمن فضاء هاوسدورف.